# Taddeo Luigi dal Verme
Taddeo Luigi dal Verme (ur. 16 lutego 1641 w Piacenzy, zm. 12 stycznia 1717 w Ferrarze) – włoski duchowny katolicki, kardynał, biskup Ferrary.

## Życiorys
20 grudnia 1688 został wybrany biskupem Fano. 12 grudnia 1695 Innocenty XII wyniósł go do godności kardynalskiej. 2 stycznia 1696 przeszedł na biskupstwo Imoli. Wziął udział w konklawe wybierającym Klemensa XI. 14 marca 1702 objął stolicę biskupią Ferrary, na której pozostał już do śmierci. 